# Seisia
Seisia – miasto w Australii, w stanie Queensland.